# Szthenelosz argoszi király
Szthenelosz (görögül: Σθένελος) a görög mitológiában Kapaneusz és Euadné fia. Diomédésszel együtt részt vesz az epigonok hadjáratában, és mint Helené egyik kérője, a trójai háborúban, az argoszi flottaegység parancsnokaként. Szthenelosz már az első csatában lábsebet kap, csak hadiszekeréről harcol tovább, Diomédész segítőtársa és kocsihajtója. A monda szerint Szthenelosz az elfoglalt Trójából kihozta a Priamosz házában található, fából készült Zeusz-szobrot, és az Argosz közelében lévő Lárisza Zeusz-templomában állította fel. Valószínűleg ezzel a szoborral kapcsolatban emlékeztek Sztheneloszra mint ősi argoszi hősre. 
A Szthenelosz nevet, mely rokon a szthenosz, "erő" szóval, még néhány másodrangú görög mítoszalak viselte (többek között Eurüsztheusz apja).